# Lycaena serpentatoides
Lycaena serpentatoides är en fjärilsart som beskrevs av Embrik Strand 1924. Lycaena serpentatoides ingår i släktet Lycaena och familjen juvelvingar. Inga underarter finns listade i Catalogue of Life.